# Сагамихара
Сагамихара (јап. 相模原市) град је у Јапану у префектури Канагава. Према попису становништва из 2005. у граду је живело 628.638 становника.

## Становништво
Према подацима са пописа, у граду је 2005. године живело 628.638 становника.
| 1995.   | 2000.   | 2005.   |
| ------- | ------- | ------- |
| 570.597 | 605.561 | 628.638 |